# 588 (číslo)
Pět set osmdesát osm je přirozené číslo. Následuje po čísle pět set osmdesát sedm a předchází číslu pět set osmdesát devět. Římskými číslicemi se zapisuje DLXXXVIII a řeckými číslicemi φπη.

## Matematika
588 je:
- Abundantní číslo
- Složené číslo
- Nešťastné číslo

## Astronomie
- (588) Achilles je planetka ze skupiny Trojánů, kterou objevil v roce 1906 Max Wolf

## Roky
- 588
- 588 př. n. l.